# Daisugi

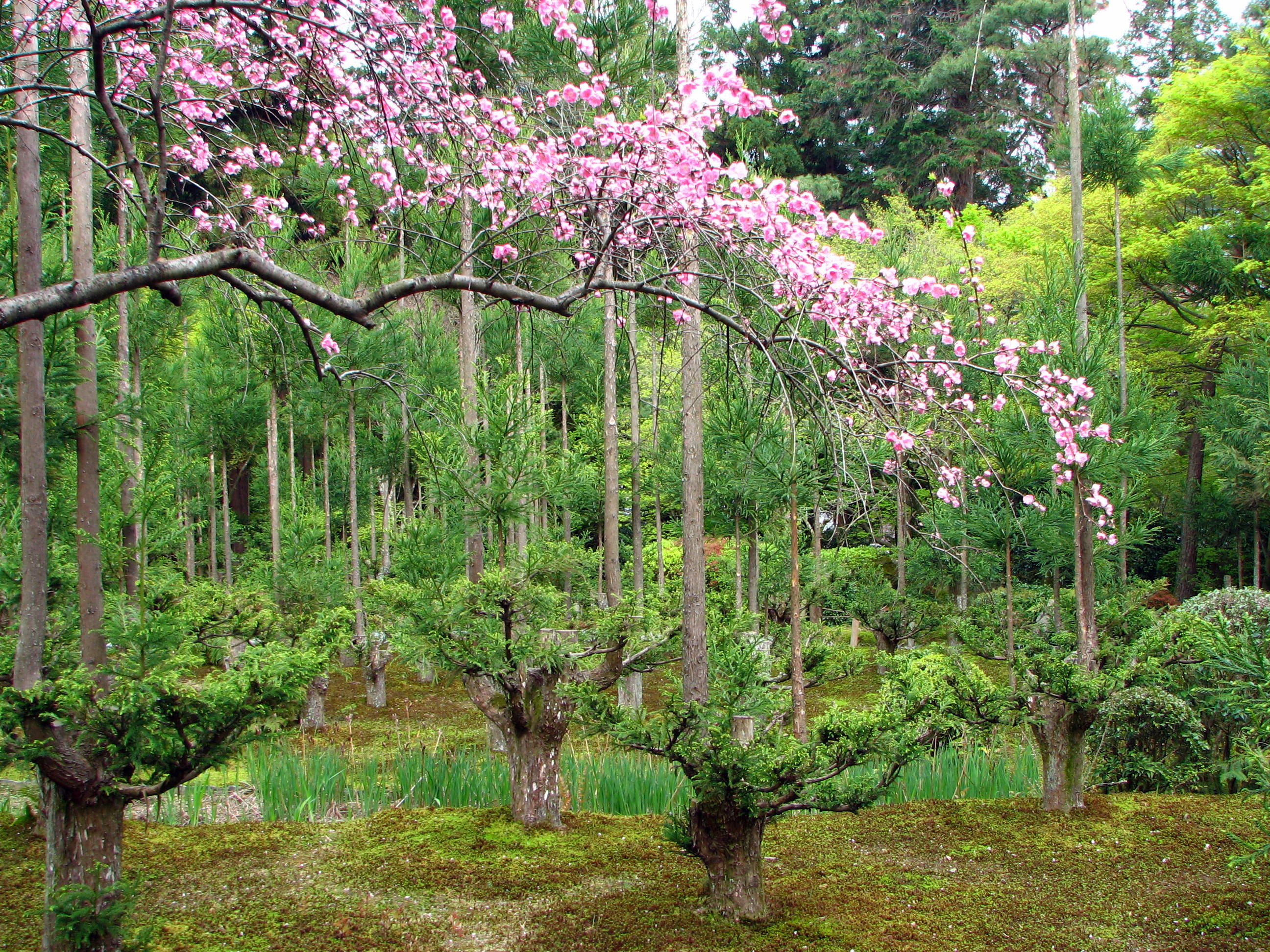
Árvores Daisugi em Ryōan-ji

Daisugi é uma técnica japonesa relacionada à poda, usada em árvores Cryptomeria. O termo se traduz aproximadamente como "plataforma de cedro".
Os brotos da base da árvore são podados para que o tronco fique reto.  Acredita-se que a produção de toras por daisugi tenha começado no período Muromachi. Naquela época, a cerimônia do chá tornou-se popular em parte porque as toras daisugi eram usadas na construção de salões de chá, por exemplo, para a alcova tokonoma. A área de Kitayama em Kyoto tornou-se especialmente conhecida por sua floresta de daisugi.  
No século 14, uma forma de arquitetura Sukiya-zukuri muito reta e estilizada estava na moda no Japão. No entanto, simplesmente não havia matéria-prima suficiente para construir essas casas para cada nobre ou samurai que desejasse uma. Assim, a técnica daisugi de aplicação de técnicas de poda de bonsai em árvores grandes foi desenvolvida. 
A técnica resulta em uma colheita de toras retas sem a necessidade de cortar a árvore inteira.  Embora originalmente uma técnica de manejo florestal, a  daisugi também encontrou seu caminho nos jardins japoneses como uma característica estética. 